# Fidesz – Ungarischer Bürgerbund
Fidesz – Ungarischer Bürgerbund (ungarisch Fidesz – Magyar Polgári Szövetség), kurz Fidesz [ˈfidɛs] oder Fidesz-MPSZ, ist eine politische Partei Ungarns, deren Ausrichtung als autoritär, ultranationalistisch, EU-skeptisch, illiberal, antidemokratisch und rechtsextrem eingestuft wird (siehe Orbánismus). Sie wurde ursprünglich als liberale Protestorganisation junger Intellektueller gegründet und entwickelte sich später zur größten bürgerlichen Partei des Landes. Parteivorsitzender ist Viktor Orbán.

## Geschichte

### Gründung
Unter dem Namen „Bund Junger Demokraten“ (ungarisch Fiatal Demokraták Szövetsége, daraus das Akronym Fidesz, Backronym für lateinisch fides, „Treue, Glaube“) wurde die Partei am 30. März 1988 von 37 jungen Intellektuellen in Budapest im Studentenheim Bibó István gegründet. Der Vorstand bestand am Anfang aus sechs Personen.
Von 1988 bis zu den ersten freien Wahlen nach der Wende konnte man die Partei als radikale Partei der jungen Leute definieren. Mitglied konnte ursprünglich nur werden, wer nicht älter als 35 Jahre war. Sie nahmen aktiv an Demonstrationen teil und wurden nach der feierlichen Umbettung von Imre Nagy durch eine Rede von Viktor Orbán, die schließlich auch zum Fall des kommunistischen Regimes beitrug, im ganzen Land bekannt. Die Partei spielte eine wichtige Rolle bei den Verhandlungen am „Runden Tisch“ vor der Wende, wo sie damals von Viktor Orbán, László Kövér und Gábor Fodor vertreten wurde.

### Opposition und erste Regierungsbeteiligung (1990–2010)
Bei der ersten freien Wahl 1990 erhielt die Partei rund 9 % der Stimmen und setzte ihre politische Tätigkeit anschließend mit 21 Abgeordneten im Parlament fort. 1992 wurde Fidesz in die Liberale Internationale aufgenommen (deren Mitglied die Partei bis 2000 blieb). Im Verlauf der Legislaturperiode nahm die Popularität von Fidesz stark zu, wobei sie von der Unzufriedenheit mit dem unsteten Regierungskurs der bürgerlich-konservativen MDF profitieren konnte. In Umfragen im Jahr 1993 lag Fidesz auf dem ersten Platz. Im selben Jahr verließ eine Gruppe (unter ihnen Gábor Fodor) die Partei und trat der liberalen Partei SZDSZ bei. Das zeitweilige Umfragehoch hielt jedoch nicht bis zum nächsten Wahltermin 1994 an. Im Gegenteil: Die Partei fiel auf 7 % und 20 Sitze zurück.
FiDeSz benannte sich 1996 in „Fidesz – Ungarische Bürgerliche Partei“ (Fidesz – Magyar Polgári Párt, Fidesz-MPP) um und nahm in der zweiten Hälfte der 1990er Jahre Positionen der konservativ-wirtschaftsliberalen Partei Ungarisches Demokratisches Forum (Magyar Demokrata Fórum, MDF) auf, die in dieser Zeit an Stimmen verlor. In dieser Zeit betonte Fidesz immer weniger ihre ursprüngliche Jugendlichkeit. Fidesz wurde nur noch als losgelöstes Akronym verwendet und nicht mehr als Abkürzung für „Bund Junger Demokraten“. Vielmehr wollte sie nun als seriöse Regierungspartei wahrgenommen werden.
Nach den Wahlen von 1998 konnte Fidesz gemeinsam mit dem MDF und der Unabhängigen Partei der Kleinlandwirte, der Landarbeiter und des Bürgertums (Független Kisgazdapárt, FKGP) eine Koalitionsregierung bilden. Ministerpräsident wurde Viktor Orbán.
Bei den Wahlen von 2002 reichten die von Fidesz erzielten Stimmen nicht zur Regierungsbildung. Daher wurde der Kandidat der Ungarischen Sozialistischen Partei (Magyar Szocialista Párt, MSZP), Péter Medgyessy, mit der Regierungsbildung beauftragt. Im Frühjahr 2003 nahm Fidesz den heutigen Namen Fidesz-MPSZ an. Nach einem Erfolg bei der Europawahl 2004 bildete Fidesz 2005 eine Allianz mit der Christlich-Demokratischen Volkspartei (Kereszténydemokrata Néppárt, KDNP), musste sich jedoch bei den Parlamentswahlen 2006 dem sozialistisch-liberalen Bündnis von MSZP und SZDSZ geschlagen geben.
Im Sommer 2007 geriet Fidesz in die Kritik, nachdem die Partei die Gründung der rechtsextremen paramilitärischen Organisation Ungarische Garde nicht verurteilt hatte. Die Ungarische Garde strebte – auch mit militärischen Mitteln – die „Beseitigung“ der als korrupt geltenden Regierung Gyurcsány an. Fidesz-Vorstand Viktor Orbán sprach sich gegen die Anwendung von Gewalt aus und wurde dafür von den Rechtsextremen kritisiert.

### An der Regierung (seit 2010)
Bei der Parlamentswahl in Ungarn 2010 siegte Fidesz (im Bündnis mit der KDNP) im ersten Durchgang mit 52,7 Prozent der Stimmen, ein Zugewinn von mehr als 10 Prozentpunkten, während die bislang regierende sozialdemokratische MSZP mehr als die Hälfte ihres Stimmenanteils verloren und ihr Koalitionspartner, die liberale SzDSz, gar nicht mehr im Parlament vertreten war. Die größten Zugewinne hatte jedoch die rechtsextreme Jobbik, die auf den dritten Platz kam. Im zweiten Wahlgang baute Fidesz ihren Vorsprung mit Direktmandaten aus und erreichte damit eine Zweidrittelmehrheit im Parlament. Die Wahl wurde aufgrund der massiven Verschiebung der Kräfteverhältnisse und der Parteienlandschaft insgesamt als „Erdrutsch“ bezeichnet. Daraufhin wurde Viktor Orbán zum zweiten Mal zum Ministerpräsidenten und Pál Schmitt (ebenfalls ein Fidesz-Mitglied) zum Staatspräsidenten gewählt.
Fidesz und KDNP nutzten ihre Zwei-Drittel-Mehrheit zur Ausarbeitung einer neuen Verfassung, die im April 2011 – genau ein Jahr nach dem Wahlsieg von Fidesz – beschlossen wurde und zum darauffolgenden Jahreswechsel in Kraft trat. Die Staatsbezeichnung wurde dadurch von „Ungarische Republik“ schlicht in „Ungarn“ geändert. Die als „Nationales Bekenntnis“ überschriebene Präambel enthält nun einen Gottesbezug (Invocatio Dei). Zudem werden der Heilige Stephan, der erste König von Ungarn, und die heilige Stephanskrone angeführt und Ungarn als Teil des „christlichen Europas“ bezeichnet. Die ungarische Nation wird ethnisch-kulturell definiert, die ethnischen Minderheiten sind kein Teil der Nation, sondern werden als „die mit uns zusammenlebenden Nationalitäten“ bezeichnet. Zudem wurde das Parlament von 386 auf 199 Sitze verkleinert.
Aufgrund einer Plagiatsaffäre trat Staatspräsident Schmitt am 2. Mai 2012 zurück, an seine Stelle trat ein weiteres Fidesz-Mitglied, János Áder. Bei der Parlamentswahl 2014 musste Fidesz (abermals mit KDNP angetreten) merkliche Stimmenverluste hinnehmen, wurde aber mit 44,9 % wieder stärkste Partei. Fidesz und KDNP behielten sogar ihre Zwei-Drittel-Mehrheit im Parlament, da nach dem neuen Wahlrecht mehr als die Hälfte der Sitze direkt in den Wahlkreisen, unabhängig vom landesweiten Stimmenanteil der Parteien, vergeben werden und Fidesz in 96 der 106 Wahlkreise siegte.
Während der Flüchtlingskrise in Europa ab 2015 setzte sich die Fidesz-Regierung entschieden gegen die Aufnahme von Flüchtlingen aus islamischen und afrikanischen Ländern und vor allem gegen die Einführung EU-weiter Flüchtlingsquoten ein. Ein gegen die EU-Flüchtlingspolitik gerichtetes Referendum scheiterte jedoch an zu geringer Beteiligung der Stimmberechtigten. Bei der Parlamentswahl 2018 nahm der Stimmenanteil von Fidesz+KDNP auf 49,3 % zu. Die Regierungsparteien erhielten erneut 133 der 199 Sitze, was einer Zwei-Drittel-Mehrheit entspricht.
Nach Einschätzung von Nichtregierungsorganisationen hat sich die Lage der politischen Rechte und bürgerlichen Freiheiten in Ungarn unter Führung der Fidesz merklich verschlechtert. Beispielsweise bewertete die Organisation Freedom House Ungarn 2010 mit der Note 1,0, im Jahr 2015 nur noch mit 2,0 und 2019 mit 3,0. Ungarn ist in dieser Hinsicht das Land mit der negativsten Entwicklungskurve in Europa und nach dieser Skala das am wenigsten freie Land in der Europäischen Union. Besonders macht sich dies im Bereich der Pressefreiheit bemerkbar, die Freedom House 2010 noch mit dem Wert 23 bewertete (wobei 0 vollkommen frei und 100 überhaupt nicht frei ist), 2017 hingegen mit 44, was nicht mehr in die Kategorie „frei“, sondern nur „teilweise frei“ fällt. Beispielsweise wurde die größte unabhängige Tageszeitung des Landes, Népszabadság, 2016 eingestellt. Im Korruptionswahrnehmungsindex von Transparency International ist Ungarn zwischen 2010 und 2018 vom 50. auf den 64. Platz abgerutscht – vor Bulgarien der zweitschlechteste Wert in der Europäischen Union.
Im März 2019 wurde die Mitgliedschaft von Fidesz in der Europäischen Volkspartei (EVP) suspendiert. Für einen Ausschluss von Fidesz, wie sie von EVP-Chef Donald Tusk befürwortet wurde, gab es im Februar 2020 keine Mehrheit innerhalb der Mitgliedsparteien der EVP. Vor allem die deutsche CDU und CSU sprachen sich dagegen aus. Nachdem die Abgeordneten der EVP am 3. März 2021 eine Änderung der Geschäftsordnung beschlossen hatten, durch die eine Suspendierung der Mitgliedschaft der Fidesz oder auch ein Ausschluss möglich wurden, erklärte Orbán noch am selben Tag den Austritt der Abgeordneten seiner Partei aus der EVP-Fraktion. Die Änderung der Geschäftsordnung wurde von 148 EVP-Delegierten angenommen, 28 stimmten dagegen, darunter sechs der sieben ÖVP-Abgeordneten (die Ausnahme bildete Othmar Karas). Am 18. März 2021 verließ die Partei auch die Europäische Volkspartei.
Alleine bis zur erneuten Wiederwahl im Jahr 2022 wurden unter Viktor Orbans Regierungszeit nach Aussage von Katarina Barley 700 Änderungen des Wahlrechts in Ungarn zum Vorteil der Fidesz vorgenommen.
Im Vorfeld und nach der Wahl zum Europäischen Parlament 2024 wurde vielfach gemutmaßt, dass sich die neugewählten Abgeordneten des Fidesz der gemäßigt EU-kritischen Fraktion der Europäischen Konservativen und Reformer (EKR) anschließen würden, anstatt wie seit 2021 weiterhin fraktionslos zu bleiben. Fidesz verzichtete allerdings auf einen Beitritt, nachdem die sechs Abgeordneten der rumänischen Partei Allianz für die Vereinigung der Rumänen in die EKR-Fraktion aufgenommen worden waren. Fidesz und die ungarische Regierung werfen der rumänischen Partei eine „extreme anti-ungarische“ Haltung vor und verweigern eine Zusammenarbeit. Stattdessen verkündeten Viktor Orbán, Andrej Babis und Herbert Kickl am 30. Juni 2024 die Gründung eines neuen Fraktionsprojekts namens Patrioten für Europa durch unter anderem Fidesz, die tschechische ANO und die österreichische FPÖ. Im September 2024 trat Fidesz auch der Partei Patriots.eu bei.
Im Oktober 2024 überholte die Tisztelet és Szabadság Párt (TISZA) unter Péter Magyar als erste Partei Ungarns Fidesz nach 18 Jahren knapp in zwei Wahlumfragen. Zu Neujahr 2025 forderte Magyar als Oppositionsführer vorgezogene Neuwahlen.

## Inhaltliches Profil
Die ideologische Ausrichtung von Fidesz hat sich nach Einschätzung verschiedener Politikwissenschaftler im Laufe ihrer Geschichte mehrmals verschoben. In ihrer Gründungsphase in der Wendezeit bis Mitte der 1990er-Jahre galt sie als radikal-liberale Partei, die sich für Menschenrechte und freie Marktwirtschaft einsetzte. Damit sprach sie vor allem junge, liberale Intellektuelle an, die weder Teil der kommunistischen Nomenklatura noch kirchlich gebunden waren (die christlich orientierte Mittelschicht wählte damals noch das MDF). Im Vergleich mit der ähnlich positionierten SzDSz wurde der Liberalismus von Fidesz sogar als noch radikaler wahrgenommen. Anfang der 1990er-Jahre kritisierten Fidesz-Abgeordnete – darunter auch Orbán – scharf die nationalistischen Tendenzen der MDF-Regierung, die sie für rückwärtsgewandt hielten. Der ideologische Wandel von Fidesz begann laut Jürgen Dieringer um 1993, als die Partei eine nationalliberale Richtung annahm. Sie hatte dadurch eine Zwischenposition zwischen dem westlich-liberalen SzDSz und dem national-konservativen MDF. Dies wurde jedoch als „weder Fisch noch Fleisch“ wahrgenommen und vom Wähler nicht honoriert.
Nach dem Bruch mit der SzDSz 1994 wandelte sich Fidesz in der Mitte und zweiten Hälfte der 1990er-Jahre weiter zu einer konservativen bis nationalkonservativen Partei. Manifestiert wurde der Wandel vom liberalen zum konservativen Lager 2000 mit dem Austritt aus der Liberalen Internationale und Beitritt zur Europäischen Volkspartei. In den 2000er-Jahren wurde die einst säkulare und antiklerikale Fidesz – unter Einschluss ihrer Dauerpartnerin, der kleinen christlichen KDNP – zur am stärksten religiösen und kirchentreuen Kraft im ungarischen Parteiensystem. Der ungarische Politikwissenschaftler Attila Ágh hält die ideologische Ausrichtung in diesen drei Phasen für so unterschiedlich, dass er von einer „ersten“, „zweiten“ und „dritten Fidesz“ spricht. Hingegen weist Jürgen Dieringer darauf hin, dass auch schon die frühen, vermeintlich liberale, Fidesz die nationale Selbstbestimmung und die Lage der magyarischen Minderheiten in den Nachbarländern thematisierte sowie Verbindungen ins populistisch-nationale Lager hatte.
Heute vertritt Fidesz in gesellschaftlichen Fragen rechtskonservative Positionen. Er betont dabei insbesondere pro-kirchliche und traditionelle „Familienwerte“. Autoritarismus und Nationalismus sind in der Rhetorik und Politik von Fidesz sehr stark verankert; aufgrund der EU-Mitgliedschaft Ungarns rechneten Beobachter nach den Wahlen 2010 jedoch mit einer Mäßigung des Nationalismus der Partei in Regierungsverantwortung. Diese Erwartung hat sich seit dem Regierungsantritt der Partei im Mai 2010 nicht bestätigt, zahlreiche Maßnahmen der Regierung lösten heftige europäische Kritik wegen eines wahrgenommenen Abbaus von Demokratie, Menschenrechten und Rechtsstaatlichkeit aus.
Laut den ungarischen Politologen Attila Juhász, Péter Krekó und Krisztián Szabados entwickelte Orbán seine Politik auf dem Fundament einer Ideologie, die sich in ihren wesentlichen Bestandteilen fast vollständig mit einer Art Putinismus deckt: Nationalismus, Religion, Sozialkonservativismus, Staatskapitalismus und staatliche Kontrolle der Medien. Der „Orbánismus“, der das Putin-Modell mit einer ungarischen Nationalideologie anreichere, definiere Nation, Volk, Regierung und Staat als ein einheitliches Konzept, während er für sämtliche Probleme den Liberalismus und die freiheitliche Demokratie verantwortlich mache.
Verglichen mit der wirtschaftsliberalen SZDSZ und ihrer ersten Regierungszeit von 1998 bis 2002 befindet sich die Partei – aufgrund der äußerst schlechten wirtschaftlichen Lage in Ungarn – ökonomisch mittlerweile auf einem leicht veränderten Kurs. Im Kontext zahlreicher Deregulierungen in den letzten Jahren, die Ungarn zu einem der europäischen Länder mit der höchsten Privatisierungsquote gemacht haben, forderte Fidesz zum Beispiel im Wahlkampf 2006, den privatisierten Flughafen Budapest wieder zu verstaatlichen. Ebenso trat Fidesz für ein Gesundheitssystem ein, das für alle ohne Zusatzkosten verfügbar sein soll, und wandte sich gegen eine Privatisierung des Gesundheitssektors.
Anders als viele andere rechtskonservative und -populistische Parteien in Europa erkennt die Fidesz unter Orbán den menschenverursachten Klimawandel und dessen Gefahren an und unterstützte bislang fast jede Klimaschutz-Resolution im EU-Parlament. Der Energiemix des Landes solle langfristig aus Atomenergie und Solarenergie bestehen; Orbán plädiert für eine Erweiterung des Kernkraftwerks Paks (Paks II).
Für die Zeit nach der Wahl 2010 kündigte die Partei Steuersenkungen als wesentliches Ziel an. Bislang wurde das Thema nicht angegangen; begründet wurde es mit der Staatsverschuldung. Ebenso wenig wurden bislang Deregulierungen rückgängig gemacht. Schwerpunkt der bisherigen Regierungsarbeit war die Umgestaltung des Beamtenapparates, einhergehend mit zahlreichen Entlassungen, und eine Umgestaltung des Mediensektors, was von der Europäischen Union als Gefährdung für Presse- und Meinungsfreiheit kritisiert wurde. Der private Mediensektor untersteht überwiegend Personen aus Orbáns Umfeld. Seit der Einstellung der Magyar Nemzet stellt Népszava die einzige regierungsunabhängige Tageszeitung in Ungarn dar. In der Rangliste zur Pressefreiheit der Organisation Reporter ohne Grenzen fiel Ungarn innerhalb von elf Jahren um 70 Plätze und rangiert (Stand 2021) mittlerweile auf Rang 92 von 180. Seitens des, im Jahre 2010 neu geschaffenen, Medienrates wurden Einschränkungen in der Berichterstattung beispielsweise gegen die später von einem Orbán-Vertrauten aufgekaufte und unmittelbar danach geschlossene oppositionelle Zeitung Népszabadság erlassen, welche sich nicht mehr ausführlich mit politisch heiklen Themen befassen durfte. Aufgrund antisemitischer Publikationen musste ein ehemaliges Fidesz-Mitglied, der Journalist Zsolt Bayer, 2013 erstmals ein Bußgeld entrichten, 2016 erhielt er jedoch eine hohe staatliche Auszeichnung, das Ritterkreuz des ungarischen Verdienstordens, was mehrere Publizisten, Künstler und Personen des öffentlichen Lebens heftig kritisierten, da Bayer rassistische, antisemitische und antiziganistische Texte verfasse. Die rechtsextreme Partei Jobbik wurde wegen rassistischer Äußerungen ebenfalls mit Geldstrafen belegt.
Von westlichen Medien wird der Fidesz-Regierung das Schüren oder zumindest Duldung von Antisemitismus vorgeworfen. Die von Fidesz/KDNP gestellte Regierung Orbán hat zwar als erste Regierung Ungarns eine Mitverantwortung des Landes am Holocaust eingestanden und dafür um Entschuldigung gebeten, gleichwohl nehmen Fidesz-Politiker regelmäßig an Gedenkveranstaltungen für Miklós Horthy teil, den autoritär regierenden Reichsverweser, dem Historiker eine Mitverantwortung für den Holocaust an den ungarischen Juden zuschreiben und den Orbán 2017 einen „Ausnahmestaatsmann“ nannte. Der Vizepräsident des Parlaments Sándor Lezsák würdigte 2018 Iván Héjjas, einen erklärten Antisemiten und nach dem Ersten Weltkrieg Anführer einer Freischärler-Miliz, der 1947 in Abwesenheit wegen Folter und Mordes zum Tod verurteilt wurde, als Helden und Freiheitskämpfer. 2017 startete die Fidesz gegen den ungarischstämmigen US-Milliardär George Soros eine Plakatkampagne, die von einer ungarischen jüdischen Gemeinde kritisiert wurde, da sie antisemitische Untertöne enthalte. Eine weitere ungarische jüdische Organisation widersprach dieser Auffassung, bezeichnete ein solches Vorgehen der Regierung jedoch als „nicht gut und nicht nützlich“.

„In Europa läuft gerade ein Bevölkerungswechsel. Teilweise deswegen, damit Spekulanten, wie Soros selbst einer ist, viel Geld verdienen können. Sie möchten Europa zerstören, weil sie sich davon große Profite erhoffen. Anderseits haben sie auch ideologische Motive. Sie glauben an ein multikulturelles Europa, sie mögen das christliche Europa nicht, sie mögen die christlichen Traditionen Europas nicht, und sie mögen Christen nicht.“

## Vorstand

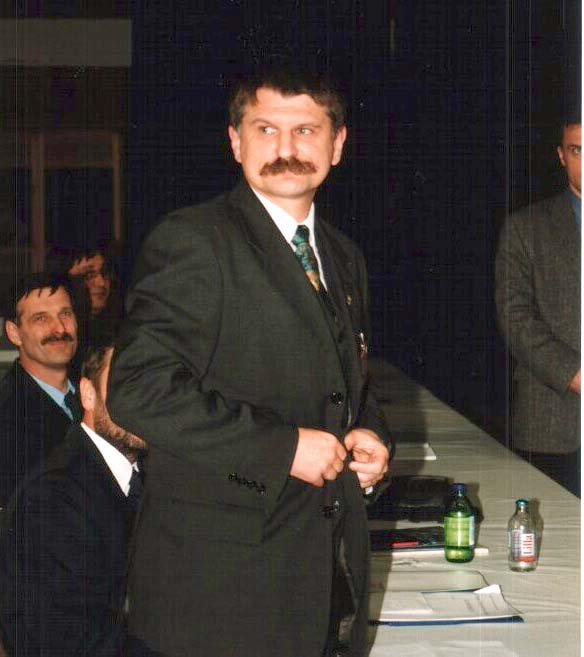
László Kövér, 2000

- 1988–1993 Gremium von 6 Mitgliedern
- 1993–2000 Viktor Orbán
- 2000–2001 László Kövér
- 2001–2002 Zoltán Pokorni
- 2002–2003 (amtsführend) János Áder
- seit 2003 Viktor Orbán

## Wahlergebnisse

### Parlamentswahlen
| Wahlergebnisse der Parlamentswahlen | Wahlergebnisse der Parlamentswahlen | Wahlergebnisse der Parlamentswahlen | Wahlergebnisse der Parlamentswahlen | Wahlergebnisse der Parlamentswahlen |
| Jahr                                | Stimmenanzahl                       | Stimmenanteil                       | Sitze                               |                                     |
| ----------------------------------- | ----------------------------------- | ----------------------------------- | ----------------------------------- | ----------------------------------- |
| 1990                                | 439.481                             | 8,95 %                              | 21                                  |                                     |
| 1994                                | 379.295                             | 7,02 %                              | 20                                  |                                     |
| 1998                                | 1.153.217                           | 28,37 %                             | 148                                 |                                     |
| Fidesz-MDF                          |                                     |                                     |                                     |                                     |
| 2002                                | 2.306.763                           | 41,07 %                             | 188                                 |                                     |
| Fidesz-KDNP                         |                                     |                                     |                                     |                                     |
| 2006                                | 2.272.979                           | 42,03 %                             | 164                                 |                                     |
| 2010                                | 2.706.292                           | 52,73 %                             | 263                                 |                                     |
| 2014                                | 2.264.780                           | 44,87 %                             | 133                                 |                                     |
| 2018                                | 2.603.547                           | 49,23 %                             | 133                                 |                                     |
| 2022                                | 3.060.706                           | 54,13 %                             | 135                                 |                                     |

### Kommunalwahlen
- 1990: 792 Abgeordnete, 33 Bürgermeister
- 1994: selbständig 284, in Koalition 370 Mandate; 30 Bürgermeister
- 1998: 189 Bürgermeister

### Europawahlen
- 2004: 47,4 Prozent, 12 Abgeordnete
- 2009: 56,36 Prozent, 14 Abgeordnete
- 2014: 51,48 Prozent, 12 Abgeordnete
- 2019: 52,56 Prozent, 13 Abgeordnete
- 2024: 44,82 Prozent, 11 Abgeordnete